# Chelonus aberrans
Chelonus aberrans är en stekelart som beskrevs av Vladimir Ivanovich Tobias 1964. Chelonus aberrans ingår i släktet Chelonus och familjen bracksteklar. Inga underarter finns listade i Catalogue of Life.